# Movimiento Estudiantil Chicano de Aztlán

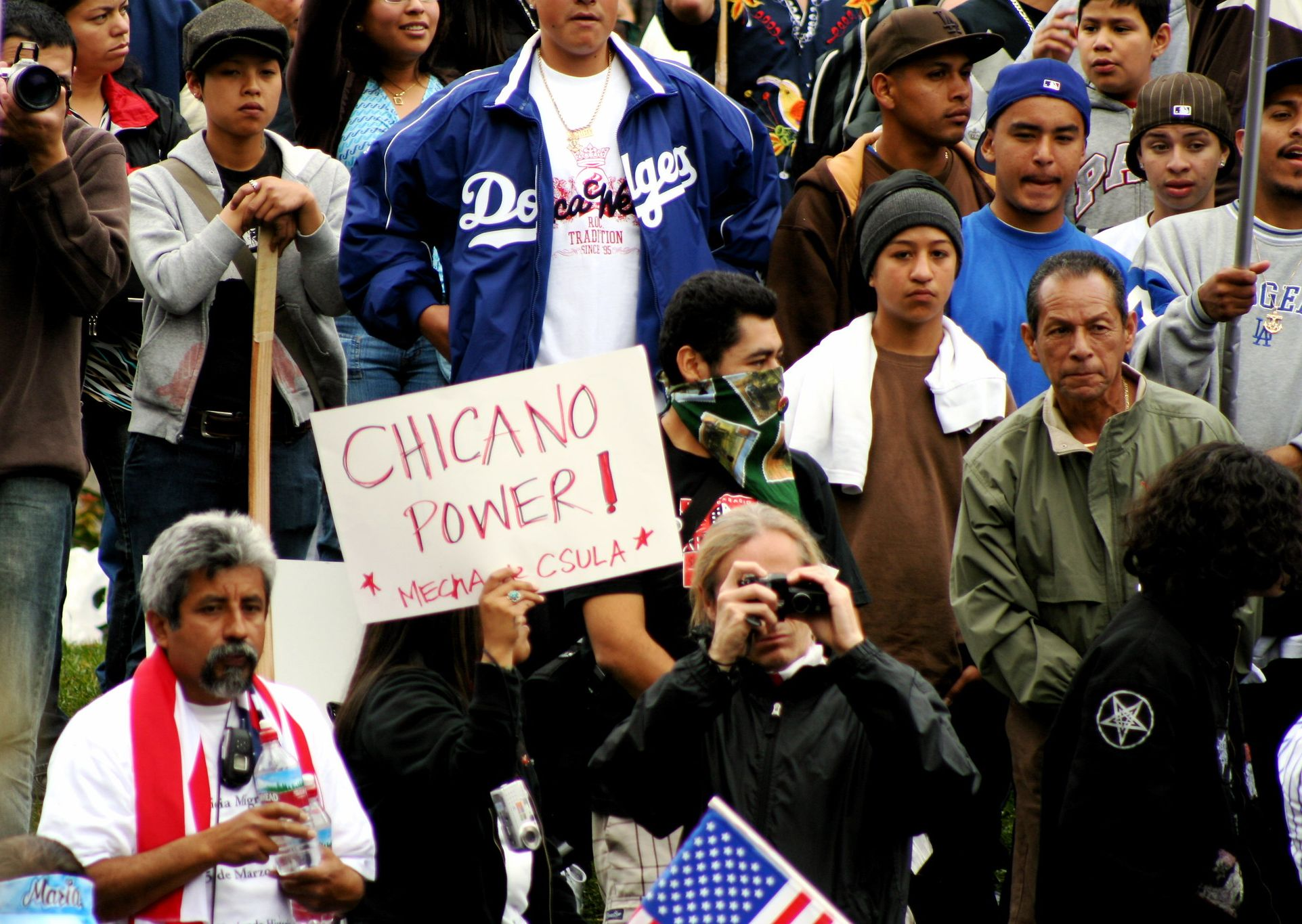
Un cartel de "¡Poder Chicano!" creado por M.E.Ch.A. Cal State University, Los Angeles se sostiene entre una multitud de personas.

MEChA es el acrónimo de Movimiento Estudiantil Chican@ de Aztlán (@ significa neutralidad de género), una organización dedicada a la promoción de la historia, educación y activismo político chicano en Estados Unidos.
MEChA fue el resultado de dos conferencias de finales de la de 1960: la Primera Conferencia Nacional Juvenil para la Liberación Chicana (First National Chicano Liberation Youth Conference) celebrada en marzo de 1969 en Denver, Colorado, en el que se elaboró el documento «El Plan Espiritual de Aztlán»; y un simposium realizado en la Universidad de California, Santa Bárbara al mes siguiente, del que salió el documento «El Plan Espiritual de Santa Barbara».  Ambos documentos delinean las metas del movimiento chicano y son la base de la organización MEChA.
La constitución de MEChA fue oficialmente ratificada en 1995.  En ella se definen cuatro objetivos organizativos:
- Fortalecimiento social, político, económico, cultural y educativo de los chicanos.
- Mantenimiento de la identidad chicana y ampliación del conocimiento cultural.
- Ampliar el acceso de los chicanos a la educación superior.
- Implementación de planes de acción para ayudar a la comunidad.

MEChA consiste en 400 asociaciones o colectivos afiliados a la organización nacional.  Las actividades típicas de MEChA incluyen tutelaje, eventos sociales, recitales poéticos, clubes de arte y folklore, acciones para promover la extensión de planes para estudio del inglés para extranjeros y programas con clases relacionadas con los chicanos, celebración de las festividades mexicanas (como el Cinco de Mayo y el Día de la Independencia), protestas los 12 de octubre, manifestaciones, huelgas de hambre y otras acciones políticas relacionadas con los derechos civiles, acción afirmativa y los derechos de los inmigrantes.
- Datos: Q6715273
- Multimedia: MEChA / Q6715273